# Sallmannshausen
Sallmannshausen ist ein Ortsteil der Gemeinde Gerstungen im Wartburgkreis. Er befindet sich im Werratal an der hessisch-thüringischen Landesgrenze.

## Geographie
Naturräumlich liegt Sallmannshausen im Talgebiet der mittleren Werra. Die geographische Höhe des Ortes beträgt 205 m ü. NN.

## Geschichte
Der Ort gehörte zunächst zum Herrschaftsbereich der Brandenburg und wurde daher als zum brandenburgische Gerichte zugehörig genannt, administrativ gehörte der Ort zum wettinischen Amt Wartburg (Sachsen-Eisenach).
Die Anfänge der Marienkirche gehen auf das 16. Jahrhundert zurück.
Um das Jahr 1813 bewirtschaftete der Amtmann Ludwig Thilo Johann Eggert das fürstliche Kammergut zu Sallmannshausen und hatte einen 12-jährigen Pachtvertrag abgeschlossen. Er war auch Pächter der Domäne Allmenhausen und führte ab 1836 den Titel „Fürstlich-Schwarzburger Domainenrath“.  
Anfang April 1945 kam es durch US-amerikanischen Beschuss und Tiefflieger beim „Kampf um die Werralinie“ zu schweren Zerstörungen in Sallmannshausen. Die Werrabrücke wurde von der zurückweichenden Wehrmacht gesprengt. Die Einwohner waren ab 29. März in den Wald geflüchtet, zum Teil in Erdbunker. Am 2. April wurde der Ort von US-Truppen eingenommen. Drei gefallene deutsche Soldaten ruhen auf dem Friedhof von Sallmannshausen in einem Gemeinschaftsgrab.
Anfang Juli 1945 wurde Sallmannshausen, wie ganz Thüringen, von der US-Armee an die Rote Armee übergeben und von ihr besetzt. Damit wurde es Teil der SBZ und 1949 der DDR. Seit dem 8. März 1994 ist Sallmannshausen ein Teil der Gemeinde Gerstungen.